# George Docking
George Docking, född 23 februari 1904 i Clay Center, Kansas, död 20 januari 1964 i Kansas City, Kansas, var en amerikansk demokratisk politiker. Han var guvernör i delstaten Kansas 1957–1961. Han var far till Robert Docking.
George Docking deltog i Adlai Stevensons kampanj i presidentvalet i USA 1952. År 1954 kandiderade Docking utan framgång i guvernörsvalet i Kansas. Två år senare vann han guvernörsvalet och efterträdde John McCuish i guvernörsämbetet i januari 1957. Docking omvaldes 1958 men besegrades två år senare av utmanaren John Anderson.
Docking avled 1964 i lungemfysem och gravsattes på Highland Park Cemetery i Kansas City, Kansas.